# Gand-Wevelgem 1970
 (novembre 2021).
La 32e édition de Gand-Wevelgem a eu lieu le 1er avril 1970. La course est remportée par le Belge Eddy Merckx (Faemino-Faema) qui parcourt les 233 kilomètres en 5 h 47 min 50 s et signe une deuxième victoire dans cette course.

## Déroulement de la course
Depuis l'ascension du Mont Kemmel, Eddy Merckx tente de s'échapper mais en vain. Ensuite, Merckx et son équipier Julien Stevens animent la course en démarrant à tour de rôle et en décrochant leurs adversaires. Le dernier à résister est Patrick Sercu. Finalement, Eddy Merckx réussit à s'isoler en tête et remporte la course avec 10 secondes d'avance sur un groupe de onze coureurs dont le sprint est remporté par Willy Vekemans, le vainqueur de l'édition précédente.

## Classement final
| Place | Coureur             | Équipe              | Temps           |
| ----- | ------------------- | ------------------- | --------------- |
| 1     | Eddy Merckx         | Faemino-Faema       | 5 h 47 min 50 s |
| 2     | Willy Vekemans      | Hertekamp-Magniflex | à 10 s          |
| 3     | Walter Godefroot    | Salvarani           | m.t.            |
| 4     | Roger Rosiers       | Bic                 | m.t.            |
| 5     | Patrick Sercu       | Dreher              | m.t.            |
| 6     | Julien Stevens      | Faemino-Faema       | m.t.            |
| 7     | Jan Janssen         | Bic                 | m.t.            |
| 8     | Jean-Pierre Monseré | Flandria-Mars       | m.t.            |
| 9     | Georges Claes       | Hertekamp-Magniflex | m.t.            |
| 10    | Felice Gimondi      | Salvarani           | m.t.            |